# Quarteto Fantástico no cinema
Quarteto Fantástico é uma série de filmes baseada na equipe de super-heróis homônima criada por Stan Lee e Jack Kirby, apresentada nas revistas em quadrinhos da Marvel Comics, apareceu em quatro filmes em live-action desde a sua criação. Os filmes lidam com quatro personagens principais, conhecidos formalmente como Reed Richards, Susan Storm, Ben Grimm e Johnny Storm, e como eles se adaptam às superpoderes que eles alcançaram.
Constantin Film comprou os direitos cinematográficos dos personagens em 1986. Um filme de baixo orçamento foi produzido em 1992 pela New Horizon Studios, de propriedade de Roger Corman. Em 2004, com um acordo de distribuição da 20th Century Fox, uma segunda adaptação do Quarteto Fantástico entrou em produção. Fantastic Four foi lançado em 2005 e a sequência Fantastic Four: Rise of the Silver Surfer foi lançada em 2007. Ambos os filmes receberam críticas mistas a negativas dos críticos. Devido a decepção da 20th Century Fox na performance de bilheteria do filme, um potencial terceiro filme do Fantastic Four e um filme spin-off do Surfista Prateado foram cancelados.
Em 2009, o desenvolvimento de um reboot foi anunciado. Dirigido por Josh Trank, Fantastic Four foi lançado em 7 de agosto de 2015 e recebeu críticas negativas de críticos e público, e do próprio Trank. Uma sequência do reboot foi programada para ser lançada em 9 de junho de 2017, mas foi removida do calendário da Fox.
Em março de 2019, a Marvel Studios recuperou os direitos de filmagem do Quarteto Fantástico depois que a Disney comprou a maior parte dos ativos de cinema e TV da 21st Century Fox, incluindo franquias. O novo longa da primeira família da Marvel, ambientado no Universo Cinematográfico da Marvel está atualmente em desenvolvimento para um lançamento programado para 25 de julho de 2025.
Após a aquisição, os filmes do Quarteto Fantástico produzidos pela 20th Century Fox foram rebatizados como filmes "Marvel Legacy" na Disney+ junto com toda a série de filmes X-Men do estúdio, separando-os assim dos títulos MCU produzidos pela Marvel Studios. Eles foram então renomeados como "Fantastic Adventures" em julho de 2023 (ao lado de duas séries animadas do Quarteto Fantástico), com X-Men se tornando "Legado Mutante".

## Filmes

### Filme cancelado dirigido por Oley Sassone
| Filme cancelado dirigido por Oley Sassone | Filme cancelado dirigido por Oley Sassone | Filme cancelado dirigido por Oley Sassone | Filme cancelado dirigido por Oley Sassone | Filme cancelado dirigido por Oley Sassone | Filme cancelado dirigido por Oley Sassone |
| Filmes                                    | Lançamento                                | Diretor(es)                               | Roteirista(s)                             | Produtor(es)                              | Distribuidora(s)                          |
| ----------------------------------------- | ----------------------------------------- | ----------------------------------------- | ----------------------------------------- | ----------------------------------------- | ----------------------------------------- |
| The Fantastic Four                        | 31 de maio de 1994 (não lançado)          | Oley Sassone                              | Craig J. Nevius, Kevin Rock               | Steven Rabiner                            | New Concorde                              |

#### The Fantastic Four(1994, não lançado)
A história do filme centra-se em quatro astronautas que foram bombardeados com raios cósmicos de um cometa em uma nave espacial experimental. No processo, eles adquiriram habilidades extraordinárias.
Em 1986, Bernd Eichinger da Constantin Film adquiriu os direitos cinematográficos do Quarteto Fantástico da Marvel Comics. Em 1992, Eichinger contratou Roger Corman para produzir um filme de baixo orçamento para manter os direitos. Em 1994, a adaptação, intitulada The Fantastic Four, teve seu trailer lançado para os cinemas, e seu elenco e diretor foram em uma turnê promocional, no entanto, o filme não foi lançado oficialmente. O filme foi acusado de ser um ashcan copy, o que significa que só foi feito para manter os direitos. Stan Lee e Eichinger declararam que os atores não tinham ideia da situação, acreditando que eles estavam criando um lançamento apropriado. Logo em seguida, a 20th Century Fox anunciou que lançaria uma adaptação grande orçamento, contudo, a Constantin continuaria atuando como co-produtora. Enquanto o filme nunca foi lançado para cinemas e home video, foi lançado por distribuidores de bootleg.

### Dirigidos por Tim Story

Capa do Fantastic Four - 2-Movie Collection, o box DVD de 2007 dos dois primeiros filmes.

| Filmes dirigidos por Tim Story            | Filmes dirigidos por Tim Story | Filmes dirigidos por Tim Story | Filmes dirigidos por Tim Story | Filmes dirigidos por Tim Story                          | Filmes dirigidos por Tim Story |
| Filmes                                    | Lançamento                     | Diretor(es)                    | Roteirista(s)                  | Produtor(es)                                            | Distribuidora(s)               |
| ----------------------------------------- | ------------------------------ | ------------------------------ | ------------------------------ | ------------------------------------------------------- | ------------------------------ |
| Fantastic Four                            | 8 de julho de 2005             | Tim Story                      | Michael France, Mark Frost     | Avi Arad, Bernd Eichinger, Chris Columbus, Ralph Winter | 20th Century Fox               |
| Fantastic Four: Rise of the Silver Surfer | 15 de junho de 2007            | Tim Story                      | Don Payne, Mark Frost          | Avi Arad, Bernd Eichinger, Chris Columbus, Ralph Winter | 20th Century Fox               |

#### Fantastic Four(2005)
A história apresenta Reed Richards, Ben Grimm, Susan Storm, Johnny Storm e Victor von Doom sendo atingidos por uma tempestade espacial depois de embarcar em uma estação espacial. Como resultado da radiação da tempestade, eles ganham novas habilidades e poderes que eles lidam com seus próprios caminhos.
Chris Columbus foi contratado pela 20th Century Fox para escrever e dirigir o filme em 1995. Em 1997, Peter Segal foi anexado a um roteiro que havia sido escrito por Columbus e Michael France. Segal deixou o projeto no mesmo ano. Phillip Morton trabalhou no roteiro, e Sam Hamm reescreveu em 1998. No ano seguinte, Raja Gosnell assinou como diretor. O filme foi anunciado em agosto de 2000 e tinha previsão de estreia para 4 de julho de 2001. Gosnell decidiu deixar o projeto para dirigir Scooby-Doo. Peyton Reed serviu de substituição em abril de 2001. Reed contemplou fazer o filme ambientado no início da década de 1960 durante a corrida espacial. Mais tarde, ele saiu do filme. Em abril de 2004, Tim Story foi contratado para dirigir e as filmagens começaram em agosto em Vancouver, British Columbia, Canadá, com re-filmagens realizadas até maio de 2005. Estrelando Ioan Gruffudd, Jessica Alba, Chris Evans, Michael Chiklis e Julian McMahon, o filme foi lançado em 8 de julho de 2005.

#### Fantastic Four: Rise of the Silver Surfer(2007)
A história, inspirada pelo enredo das histórias em quadrinhos do Quarteto Fantástico, "A Trilogia de Galactus" de Stan Lee e Jack Kirby, e a história em quadrinhos Ultimate Extinction de Warren Ellis, apresenta o Surfista Prateado, cuja energia cósmica tem afetado o planeta Terra e deixando crateras ao redor do planeta. Entre um iminente casamento entre Reed e Susan, o Exército dos Estados Unidos recruta o Quarteto Fantástico para ajudar a parar o Surfista Prateado e, separadamente, obter ajuda do Doutor Destino.
Com Quarteto Fantástico arrecadando US$ 330,5 milhões em todo o mundo, a 20th Century Fox contratou o diretor Tim Story e o roteirista Mark Frost em dezembro de 2005 para voltar ao trabalho para a sequência. Don Payne também foi contratado para escrever o roteiro. As filmagens começaram em 28 de agosto de 2006 em Vancouver, British Columbia, Canadá. O filme foi lançado em 15 de junho de 2007.
Devido a decepção da 20th Century Fox na performance de bilheteria do filme, um potencial terceiro filme do Quarteto Fantástico e um filme spin-off do Surfista Prateado foram cancelados.

### Reboot dirigido por Josh Trank
| Reboot dirigido por Josh Trank | Reboot dirigido por Josh Trank | Reboot dirigido por Josh Trank | Reboot dirigido por Josh Trank           | Reboot dirigido por Josh Trank                                              | Reboot dirigido por Josh Trank |
| Filmes                         | Lançamento                     | Diretor(es)                    | Roteirista(s)                            | Produtor(es)                                                                | Distribuidora(s)               |
| ------------------------------ | ------------------------------ | ------------------------------ | ---------------------------------------- | --------------------------------------------------------------------------- | ------------------------------ |
| Fantastic Four                 | 7 de agosto de 2015            | Josh Trank                     | Simon Kinberg, Jeremy Slater, Josh Trank | Gregory Goodman, Simon Kinberg, Robert Kulzar, Hutch Parker, Matthew Vaughn | 20th Century Fox               |

#### Fantastic Four(2015)
A história, vagamente baseada nas revistas em quadrinhos do Ultimate Quarteto Fantástico, apresenta quatro pessoas se teletransportando para um universo alternativo, que altera a forma física deles e concede a eles novas habilidades. Eles devem aprender a usar suas habilidades e trabalhar juntos como uma equipe para salvar a Terra de um inimigo familiar.
Em agosto de 2009, o desenvolvimento do reboot da franquia cinematográfica do Quarteto Fantástico foi anunciado pela 20th Century Fox. Em julho de 2012, Josh Trank foi contratado para dirigir. Michael Green, Jeremy Slater, Seth Grahame-Smith e Simon Kinberg foram contratados para escrever o roteiro com Slater e Kinberg recebendo crédito. A escolha do elenco começou em janeiro de 2014 com o anúncio do elenco ocorrendo nos meses seguintes. As filmagens começaram em maio de 2014 em Baton Rouge, Louisiana e terminaram em agosto no mesmo ano. Estrelando Miles Teller, Kate Mara, Michael B. Jordan, Jamie Bell e Toby Kebbell, o filme foi lançado em 7 de agosto de 2015. O filme foi uma bomba nas bilheterias, recebeu críticas esmagadoramente negativas e é frequentemente considerado um dos piores filmes já feitos. Uma sequência foi originalmente planeada para 2017, mas foi removida do cronograma do estúdio em Novembro de 2015. Este também foi o último filme do Quarteto Fantástico produzido pela Fox antes da 20th Century Fox ser vendida para a Disney e os direitos retornarem para a Marvel Studios.

### Universo Cinematográfico Marvel (2022–presente)
| Universo Cinematográfico Marvel | Universo Cinematográfico Marvel | Universo Cinematográfico Marvel | Universo Cinematográfico Marvel                        | Universo Cinematográfico Marvel | Universo Cinematográfico Marvel     |
| Filmes                          | Lançamento                      | Diretor(es)                     | Roteirista(s)                                          | Produtor(es)                    | Distribuidora(s)                    |
| ------------------------------- | ------------------------------- | ------------------------------- | ------------------------------------------------------ | ------------------------------- | ----------------------------------- |
| The Fantastic Four: First Steps | 25 de julho de 2025             | Matt Shakman                    | Josh Friedman, Eric Pearson, Jeff Kaplan, Ian Springer | Kevin Feige                     | Walt Disney Studios Motion Pictures |

##### Doctor Strange in the Multiverse of Madness(2022)
Uma variante de Reed Richards apareceu no filme do Universo Cinematográfico Marvel (MCU) Doutor Estranho no Multiverso da Loucura (2022), interpretado pelo ator John Krasinski. Esta versão do personagem, originária da Terra-838, é um membro fundador da equipe do Quarteto Fantástico de sua realidade, bem como um membro do conselho dos Illuminati ao lado de outros indivíduos superpoderosos, que observam e apreendem ameaças potenciais ao multiverso mais amplo. Ele está inicialmente presente no julgamento do deslocado Stephen Strange (Benedict Cumberbatch), a quem ele adverte por potencialmente causar uma incursão como Strange de sua realidade fez. No entanto, antes que ele e seus colegas pudessem decidir sobre as consequências de Strange, eles seriam confrontados pela corrompida Wanda Maximoff / Feiticeira Escarlate, que possuía um corpo de sua própria variante para se infiltrar em sua sede. Apesar das tentativas de Richards de argumentar com Wanda sem recorrer ao conflito físico, ele é morto ao lado da maioria de seus associados. Além disso, Christine Palmer da Terra-838 é mencionada como membro da Fundação Baxter como analista e pesquisadora do Multiverso.
Antes do lançamento do filme, a Disney e a Marvel Studios tentaram manter o sigilo em torno da inclusão do Senhor Fantástico e do envolvimento de Krasinski no filme. No entanto, sua aparição no filme ao lado de outros membros não revelados dos Illuminati vazaria pouco antes do amplo lançamento do filme em 1º de maio de 2022, através da circulação de imagens e fotos retratando seu personagem.

##### Deadpool & Wolverine(2024)
Chris Evans reprisou seu papel como a encarnação de Johnny Storm, dos filmes de Tim Story, no filme Deadpool & Wolverine (2024), do Universo Cinematográfico Marvel (MCU). Além disso, o Fantasti-Carro aparece pilotado por Groxo.

#### The Fantastic Four: First Steps(2025)
Em 14 de dezembro de 2017, a The Walt Disney Company concordou em um acordo de 52,4 bilhões de dólares para adquirir a 21st Century Fox, incluindo sua subsidiária a 20th Century Fox. O CEO da Disney, Bob Iger, afirmou que integraria o Quarteto Fantástico no Universo Cinematográfico Marvel, junto com os X-Men e Deadpool. O acordo de 71,3 bilhões de dólares foi oficialmente concluído em 20 março de 2019. Na apresentação da Marvel Studios San Diego Comic-Con de 2019, Kevin Feige anunciou um filme do Fantastic Four ambientado no MCU. Em dezembro de 2020, Jon Watts foi contratado para dirigir o filme; Watts dirigiu os filmes do Homem-Aranha ambientados no MCU. Em abril de 2022, Watts deixou o cargo de diretor para tirar uma folga da direção de filmes de herói. No final de julho, Feige revelou que o reboot não terá uma história de origem. Em agosto, Matt Shakman estava em negociações iniciais para dirigir o filme, o que foi confirmado em setembro durante o evento D23, da Disney. No mesmo mês, Jeff Kaplan e Ian Springer foram contratados como roteiristas do filme. Em março de 2023, Josh Friedman foi contratado para reescrever o roteiro. Em fevereiro de 2024, Pedro Pascal, Vanessa Kirby, Joseph Quinn e Ebon Moss-Bachrach foram anunciados como elenco principal. No final de abril, Julia Garner foi anunciada como parte do elenco no papel de Shalla-Bal / Surfista Prateada. Em maio de 2024, Ralph Ineson foi anunciado para interpretar Galactus. John Malkovich, Paul Walter Hauser e Natasha Lyonne também foram anunciados para interpretar personagens atualmente desconhecidos. As filmagens estão programadas para começar no final de julho de 2024, em Londres.
The Fantastic Four: First Steps está programado para ser lançado nos Estados Unidos em 25 de julho de 2025, como parte da Fase Seis do MCU.

## Filmes cancelados

### Doutor Destino
Na San Diego Comic-Con International 2017, Noah Hawley, o criador da série de televisão Legion, disse que está desenvolvendo um filme centrado no Doutor Destino. Dan Stevens também estari envolvido com o filme. Em junho de 2018, Hawley afirmou que o roteiro estava quase terminado, mas que havia "um pouco de incerteza" sobre se seria filmado devido ao seu próximo filme Pale Blue Dot e o fato de que a Disney planeja adquirir a Fox. Em março de 2019, Hawley revelou que ainda não tinha certeza se continuaria o projeto, já que não tinha sido oficialmente iluminado, mas que falou com Kevin Feige sobre isso. Em agosto de 2019, Hawley disse ao Deadline que o filme "está acabado", o que implica que foi oficialmente cancelado.

### Surfista Prateado
Em 2007, J. Michael Straczynski foi contratado pela Fox para escrever o roteiro do spin-off, mas ele nunca se concretizou.
Em 2018, foi anunciado que um filme do Surfista Prateado estaria em desenvolvimento com o roteirista Brian K. Vaughan, porém após a compra da Fox pela Disney, o projeto foi "engolido".

### Sequência sem título deQuarteto Fantástico(2015)
Antes do Quarteto Fantástico de 2015 começar a filmar, a 20th Century Fox anunciou planos para uma sequência com data de lançamento agendada para 14 de julho de 2017.
A Fox reagendou o lançamento para 2 de junho de 2017, com War for the Planet of the Apes tomando seu lugar. disse que "coloca em dúvida se a Fox seguirá em frente com uma sequência". Em novembro de 2015, a sequência foi removida do cronograma de lançamento da Fox. Quando perguntado pelo Collider se eles fariam outro filme do Quarteto Fantástico, Kinberg afirmou: "Eu não tenho ideia. Acho que a verdade é que não faríamos outro filme do Quarteto Fantástico até que estivesse pronto para ser feito. Uma das lições aprendemos nesse filme é que queremos ter certeza de acertar 100%, porque não teremos outra chance com os fãs".
O artista conceitual Alexander Lozano revelou que a iteração de Trank do Quarteto Fantástico foi considerada para aparições na versão de Tim Miller de Deadpool 2.

## Elenco e personagens recorrentes
| Personagem                      | Filme                | Filme            | Filme                                     | Filme             | Filme                                       | Filme                | Filme                           |
| Personagem                      | The Fantastic Four   | Fantastic Four   | Fantastic Four: Rise of the Silver Surfer | Fantastic Four    | Doctor Strange in the Multiverse of Madness | Deadpool & Wolverine | The Fantastic Four: First Steps |
| Personagem                      | 1994 (cancelado)     | 2005             | 2007                                      | 2015              | 2022                                        |                      | 2025                            |
| ------------------------------- | -------------------- | ---------------- | ----------------------------------------- | ----------------- | ------------------------------------------- | -------------------- | ------------------------------- |
| Reed Richards Senhor Fantástico | Alex Hyde-White      | Ioan Gruffudd    | Ioan Gruffudd                             | Miles Teller      | John Krasinski                              |                      | Pedro Pascal                    |
| Sue Storm Mulher Invisível      | Rebecca Staab        | Jessica Alba     | Jessica Alba                              | Kate Mara         |                                             |                      | Vanessa Kirby                   |
| Johnny Storm Tocha Humana       | Jay Underwood        | Chris Evans      | Chris Evans                               | Michael B. Jordan |                                             | Chris Evans          | Joseph Quinn                    |
| Ben Grimm O Coisa               | Michael Bailey Smith | Michael Chiklis  | Michael Chiklis                           | Jamie Bell        |                                             |                      | Ebon Moss-Bachrach              |
| Victor von Doom Doutor Destino  | Joseph Culp          | Julian McMahon   | Julian McMahon                            | Toby Kebbell      |                                             |                      | Robert Downey Jr.               |
| Alicia Masters                  | Kat Green            | Kerry Washington | Kerry Washington                          |                   |                                             |                      |                                 |

## Equipe de produção
| Filme                                     | Ano  | Diretor(es)  | Produtor(es)                                                                 | Produtor(es) Executivo(s)                                                 | Roteirista(s)                             |
| ----------------------------------------- | ---- | ------------ | ---------------------------------------------------------------------------- | ------------------------------------------------------------------------- | ----------------------------------------- |
| O Quarteto Fantástico                     | 1994 | Oley Sassone | Steven Rabiner                                                               | Jan Kikumoto, Roger Corman, Glenn Garland e Bernd Eichinger               | Kevin Rock e Craig J. Nevius              |
| Quarteto Fantástico                       | 2005 | Tim Story    | Avi Arad, Ralph Winter e Bernd Eichinger                                     | Stan Lee, Kevin Feige, Mark Radcliffe, Chris Columbus e Michael Barnathan | Mark Frost e Michael France               |
| Quarteto Fantástico e o Surfista Prateado | 2007 | Tim Story    | Avi Arad, Ralph Winter e Bernd Eichinger                                     | Stan Lee, Kevin Feige, Mark Radcliffe, Chris Columbus e Michael Barnathan | Don Payne, Mark Frost e John Turman       |
| Quarteto Fantástico                       | 2015 | Josh Trank   | Hutch Parker, Simon Kinberg, Robert Kulzer, Matthew Vaughn e Gregory Goodman | Stan Lee                                                                  | Josh Trank, Simon Kinberg e Jeremy Slater |

## Home media
20th Century Fox Home Entertainment lançou Quarteto Fantástico e Quarteto Fantástico e o Surfista Prateado em DVD, Blu-ray e download digital. Os filmes também foram lançados em boxes de DVD e Blu-ray (em alguns juntos com outros filmes da Fox baseados em personagens da Marvel):
| Título                                                     | Formato                 | Data de lançamento     | Filmes | Ref.          |
| ---------------------------------------------------------- | ----------------------- | ---------------------- | --- | ------------- |
| Fantastic Four 2-Movie Collection                          | DVD                     | 02 de outubro de 2007  | Quarteto Fantástico (2005), Quarteto Fantástico e o Surfista Prateado                                                               | [ 61 ]        |
| The Ultimate Heroes Collection                             | DVD                     | 16 de outubro de 2007  | Demolidor, Elektra, Quarteto Fantástico (2005), X-Men                                                                               | [ 62 ]        |
| Marvel Heroes                                              | DVD                     | 13 de maio de 2008     | Demolidor, Elektra, Quarteto Fantástico (2005), Quarteto Fantástico e o Surfista Prateado, X-Men, X-Men 2, X-Men: O Confronto Final | [ 63 ]        |
| Blu-ray 3-Pack                                             | Blu-ray                 | 18 de novembro de 2008 | Demolidor, Quarteto Fantástico (2005), Quarteto Fantástico e o Surfista Prateado                                                    | [ 64 ]        |
| 20th Century Fox Triple Feature                            | DVD                     | 01 de junho de 2010    | Demolidor, Quarteto Fantástico (2005), X-Men                                                                                        | [ 65 ]        |
| 20th Century Fox Triple Feature                            | DVD                     | 05 de outubro de 2010  | Demolidor, Elektra, Quarteto Fantástico (2005)                                                                                      | [ 66 ]        |
| 20th Century Fox Double Feature                            | DVD                     | 05 de outubro de 2010  | Quarteto Fantástico (2005), X-Men                                                                                                   | [ 67 ]        |
| Fantastic Four / Fantastic Four: Rise of the Silver Surfer | Blu-ray                 | 15 de maio de 2012     | Quarteto Fantástico (2005), Quarteto Fantástico e o Surfista Prateado                                                               | [ 68 ]        |
| Fantastic Four Double Feature                              | Blu-ray/Digital HD, DVD | 08 de março de 2016    | Quarteto Fantástico (2005), Quarteto Fantástico e o Surfista Prateado                                                               | [ 69 ] [ 70 ] |

## Recepção

### Bilheteria
| Filme                                     | Data de lançamento   | Arrecadação             | Arrecadação        | Arrecadação  | Ranking geral    | Ranking geral | Orçamento    | Ref.   |
| Filme                                     | Data de lançamento   | Estados Unidos e Canadá | Outros territórios | Mundial      | América do Norte | Mundial       | Orçamento    | Ref.   |
| ----------------------------------------- | -------------------- | ----------------------- | ------------------ | ------------ | ---------------- | ------------- | ------------ | ------ |
| Quarteto Fantástico                       | 08 de julho de 2005  | $154,696,080            | $175,883,639       | $330,579,719 | 305              | 348           | $100 milhões | [ 71 ] |
| Quarteto Fantástico e o Surfista Prateado | 15 de junho de 2007  | $131,921,738            | $157,126,025       | $289,047,763 | 410              | 425           | $130 milhões | [ 72 ] |
| Quarteto Fantástico                       | 07 de agosto de 2015 | $56,117,548             | $111,860,048       | $167,977,596 | 1,392            |               | $120 milhões | [ 73 ] |
| Total                                     | Total                | $342735366              | $444869712         | $787605078   |                  |               | $350 milhões |        |

Os filmes do Quarteto Fantástico são a quarta série de filmes de maior bilheteria baseada em personagens da Marvel Comics atrás do Universo Cinematográfico Marvel, os filmes do Homem-Aranha e a séries de filmes X-Men, respectivamente, arrecadando mais de US$ 342 milhões na América do Norte e mais de US$ 787 milhões em todo o mundo.

### Crítica
| Filme                                     | Rotten Tomatoes    | Metacritic       |
| ----------------------------------------- | ------------------ | ---------------- |
| O Quarteto Fantástico                     | 27% (10 resenhas)  |                  |
| Quarteto Fantástico (2005)                | 28% (214 resenhas) | 40 (35 resenhas) |
| Quarteto Fantástico e o Surfista Preteado | 37% (171 resenhas) | 45 (33 resenhas) |
| Quarteto Fantástico (2015)                | 9% (261 resenhas)  | 27 (40 resenhas) |

Todos os filmes do Quarteto Fantástico foram recebidos negativamente pelos críticos. Scott Weinberg do eFilmCritic chamou o filme de 1994 de "[um] filme dolorosamente bobo".
Rene Rodriguez do Miami Herald deu críticas negativas aos filmes do Quarteto Fantástico dirigidos por Tim Story. Em relação a Quarteto Fantástico e o Surfista Preteado, ele afirmou: "A história faz o mesmo tipo de trabalho eficiente e impessoal que ele fez no primeiro filme, mantendo as coisas em um nível tão básico e infantil." No entanto, Roger Moore do Orlando Sentinel deu bons comentários aos filmes do Quarteto Fantástico de Story. Ele descreveu o primeiro filme como "popcorn popper" e um "zumbido de açúcar cinematográfico" e o segundo filme como um "filme divertido que não ultrapassa isso."
O filme Quarteto Fantástico de 2015 foi o mais fraco analisado; foi criticado por seu tom, seus arcos de personagens, figurinos (especialmente o do Doutor Destino), cenas de ação e história mal escrita. Josh Trank, que dirigiu o filme, não ficou satisfeito, publicando uma mensagem no Twitter afirmando que ele tinha uma versão melhor do filme, mas que foi arruinada pela Fox; ele mais tarde excluiu o post.